# Geoffrey Winthrop Young

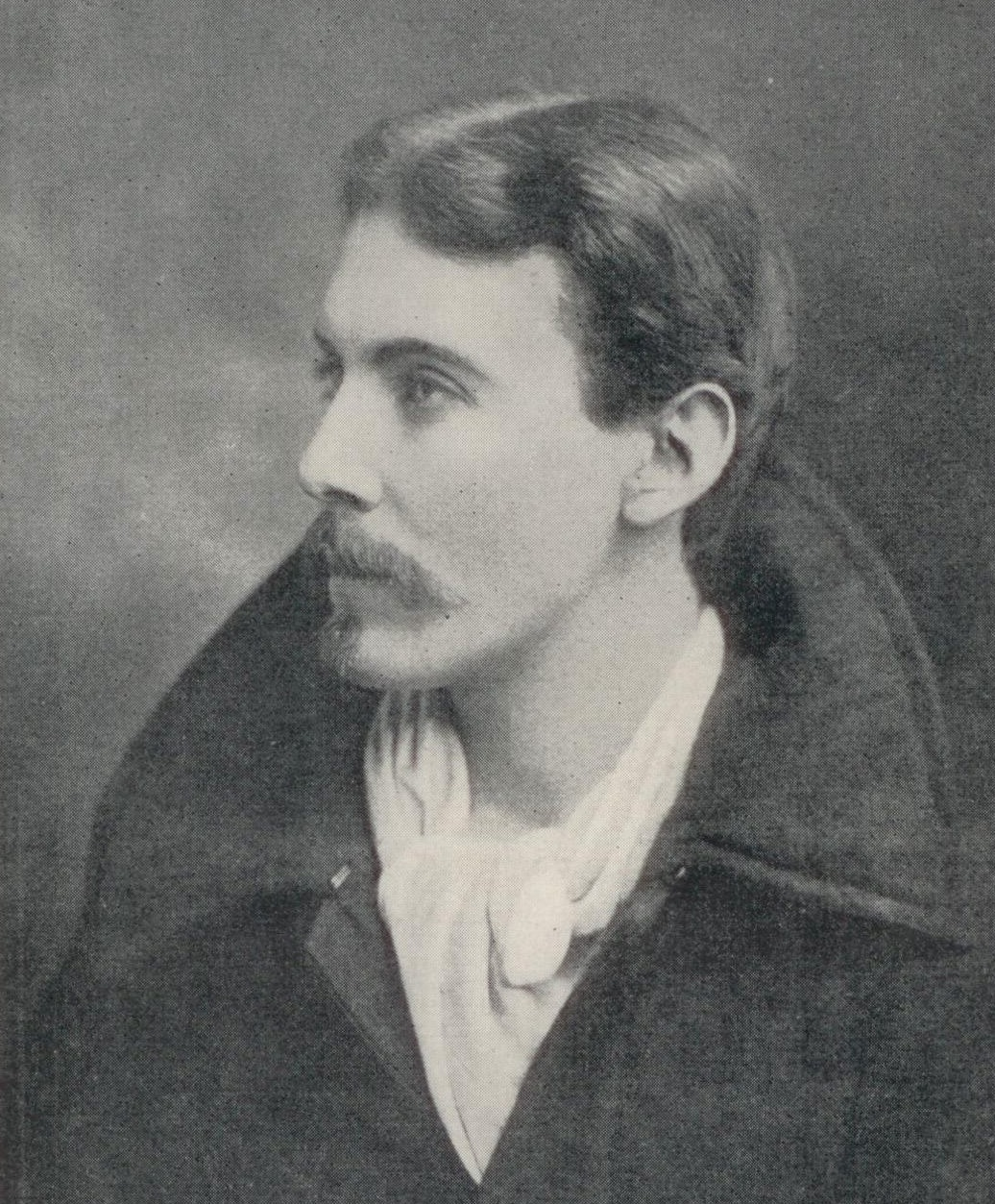
Geoffrey Winthrop Young en 1898

Geoffrey Winthrop Young (1876 – 1958) fue un escalador británico y autor de varios libros sobre montañismo. Fue también poeta de cierta distinción y un educador que trató de encontrar formas de educación alternativas.  
Nació en el barrio londinense de Kensigton, siendo su padre Sir George Young y su madre Alice Eacy Kennedy, viuda de Sir Alexander Lawrence. Comenzó a escalar en roca justo antes de su primera época en el Trinity College, Cambridge, donde estudió literatura clásica y ganó el Chancellor’s Medal for English Verse dos años consecutivos. Mientras estudiaba en el Trinity College, Young escribió una guía de escalada, parodiando el estilo pomposo de las primeras guías alpinas. 
Durante la época Eduardiana y hasta el estallido de la Primera Guerra Mundial, Young realizó numerosas ascensiones de dificultad en los Alpes, en el cercano English Lake District y en Gales. Fue elegido presidente del Climber’s Club (Club de Escaladores) en 1913 y organizó los encuentros Pen-Y-Pass, que trataban de fomentar el avance de la escalada en roca e incluían a personalidades relevantes de la escalada como J. M. Archer Thomson, George Leigh Mallory, Siegfried Herford u Oscar Eckenstein. Estos encuentros, que tuvieron lugar entre 1907 y 1914, llegaron a reunir a sesenta participantes entre hombres, mujeres y niños. 
Durante la Primera Guerra Mundial Young ejerció en un primer momento como corresponsal del diario liberal Daily News, para después pasar a ser oficial de la FAU (Friends' Ambulance Unit), un servicio de ambulancia voluntario fundado por miembros individuales de la Sociedad Religiosa Británica de Amigos (Cuáqueros). Recibió numerosas condecoraciones hasta que el 31 de agosto de 1917 una explosión durante las batallas del Frente de Isonzo le causó heridas que requirieron la amputación de una de sus piernas. Después de la amputación, Young caminó dieciséis millas en dos días para evitar ser capturado por los austriacos.
Al finalizar la guerra se casó con Eleanor Winthrop Young (de soltera Slingsby), quien le ayudó a volver a escalar después de su amputación y solía acompañarle en sus expediciones. La biografía escrita por Alan Hankinson menciona la bisexualidad de Winthrop Young.
Después de la guerra continuó escalando durante años con una pierna artificial llegando a ascender el Matterhorn (Cervino) en 1928. Trabajó para la Fundación Rockefeller, con la que pasó muchos años en Alemania. Así, en 1934 pudo facilitar la emigración a Inglaterra del educador alemán de familia judía Kurt Hahn, al que había conocido antes de la guerra. A la colaboración entre Young y Hahn se deben en gran parte los esquemas de los ahora prestigioso premios Duke of Edinbourgh Award e International Award. También el movimiento educativo Outward Bound le debe mucho a la amistad entre Hahn y Young. 
Durante la Segunda Guerra Mundial Young fue presidente del Alpine Club y gracias a sus infatigables esfuerzos pudo crearse el British Mountaineering Council que agrupa y protege a los alpinistas británicos desde 1945.
Falleció el 8 de septiembre de 1958, a los 81 años de edad.